# Musée des Marais salants
Le musée des Marais salants est un musée français situé à Batz-sur-Mer en Loire-Atlantique, consacré à l'histoire du sel de Guérande.

## Histoire
Le musée a été fondé en 1887 sous le nom initial de « Musée des Anciens Costumes », par une religieuse originaire de Batz, elle-même fille de paludiers, Adèle Pichon. Consciente de la disparition du mode de vie et de la culture paysanne originale du marais du pays de Guérande, celle-ci rassemble, avec l'aide de sa famille et amis, meubles, outils et objets de la vie domestique et quotidienne. Elle collecte aussi des vêtements de travail et des costumes de cérémonie en passe d’être délaissés par les paludiers, sauniers et muletiers de la région.
Dès lors, le musée (sous différentes appellations de « Musée des Anciens Costumes », « Musée des Anciens Costumes et des meubles de Batz et de Saillé », « Musée breton » et « Musée de Kervalet ») ne cessa d'enrichir ses collections grâce au travail des directeurs successifs : Pierre Deniel, Francis Desmars et Ananie Lehuédé. Après le décès de cette dernière en 1970, le musée une première fois.
En 1977, les collections privées du musée sont acquises par le SIVOM de la Région bauloise afin de créer une « vitrine des métiers du sel ». L'objectif du projet est de faire connaître la profession paludière et la production salicole guérandaise aux touristique. Cette idée a été lancée en 1972 à l'occasion de la visite du ministre de l'agriculture Robert Poujade, qui souhaitait favoriser, dans l’Hexagone, la mise en place des parcs naturels régionaux et d'écomusées.
Ce nouveau musée ouvre ainsi ses portes dans de nouveaux locaux en juillet 1984. Il se signale par une sculpture monumentale en bronze de Jean Fréour baptisée « La Porteresse », représentant une Batzienne portant du sel à l'aide d'un gède,.
La gestion de la nouvelle structure est confiée une association loi de 1901, l'association GEVRED, qui se charge d'enrichir les collections à l'aide de dons ou d'achats, privilégiant les thématiques sel, marais salants et paludiers. Ainsi, en 2002, le musée a bénéficié d'une importante donation d'Élie Bélouin, grand collectionneur de faïences bretonnes (l'une des salles d'exposition du rez-de-chaussée porte son nom en son honneur).
Il ferme de nouveau en 2011, afin de faire l'objet de travaux d'extension qui vont durer deux ans, jusqu'à la réouverture en août 2013.
Celui-ci offre désormais une surface d'exposition de 800 m2 dans deux anciens greniers à sel une laverie à sel mitoyens.

## Collections
Le musée abrite un intérieur bazin du XIXe siècle reconstitué avec ses meubles peints en rouge ainsi qu'une collection de vêtements de paludiers : vêtements de travail et costumes de cérémonie (mariage).
Une partie importante est consacrée au travail du sel : maquette d'un marais salant, outils de paludiers entièrement faits en bois, récolte et manutention du sel (transport en sac, commercialisation, fiscalité).
La visite est complétée par un film vidéo sur le travail dans les marais et sur la faune qui les peuple.

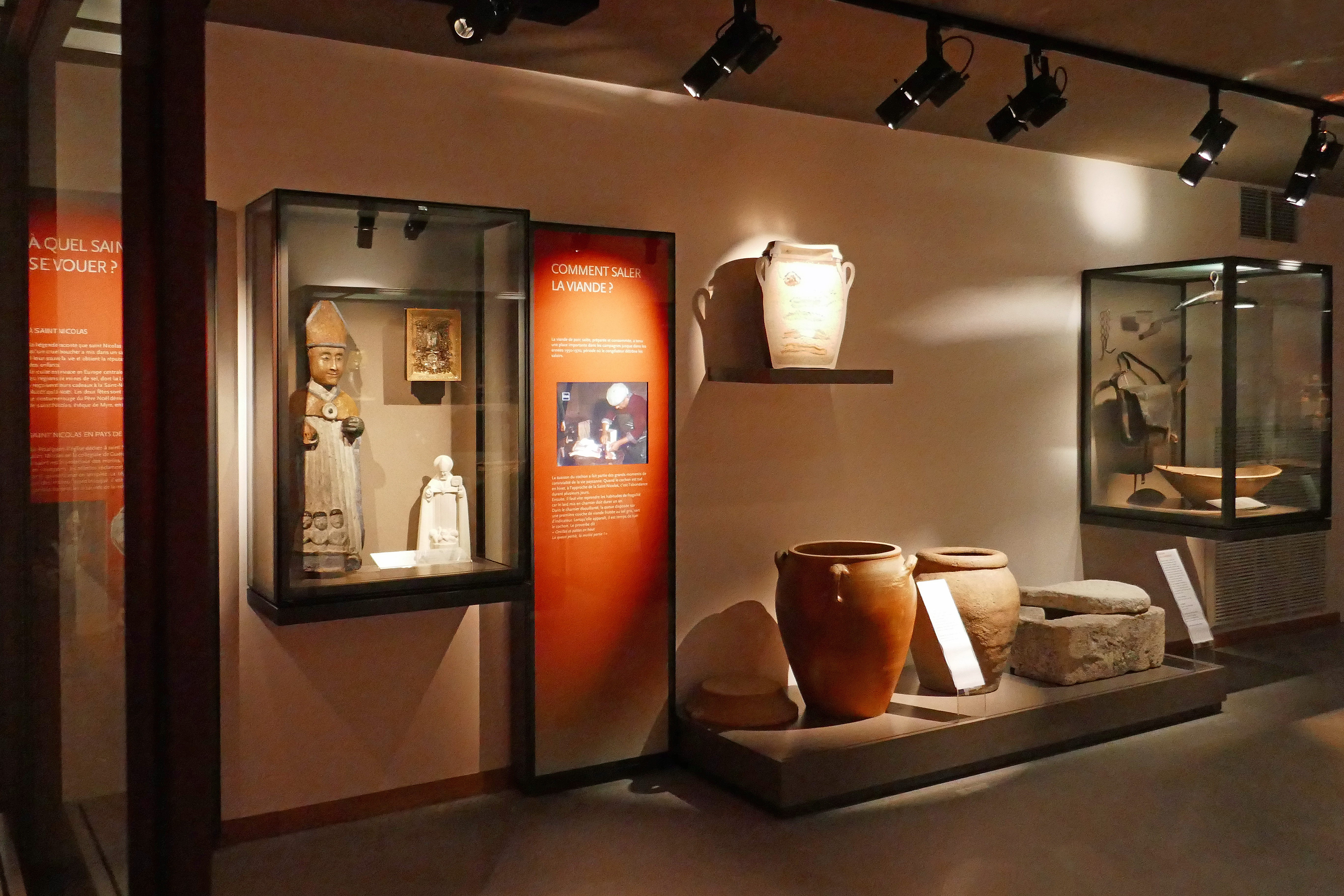
Salle du musée.
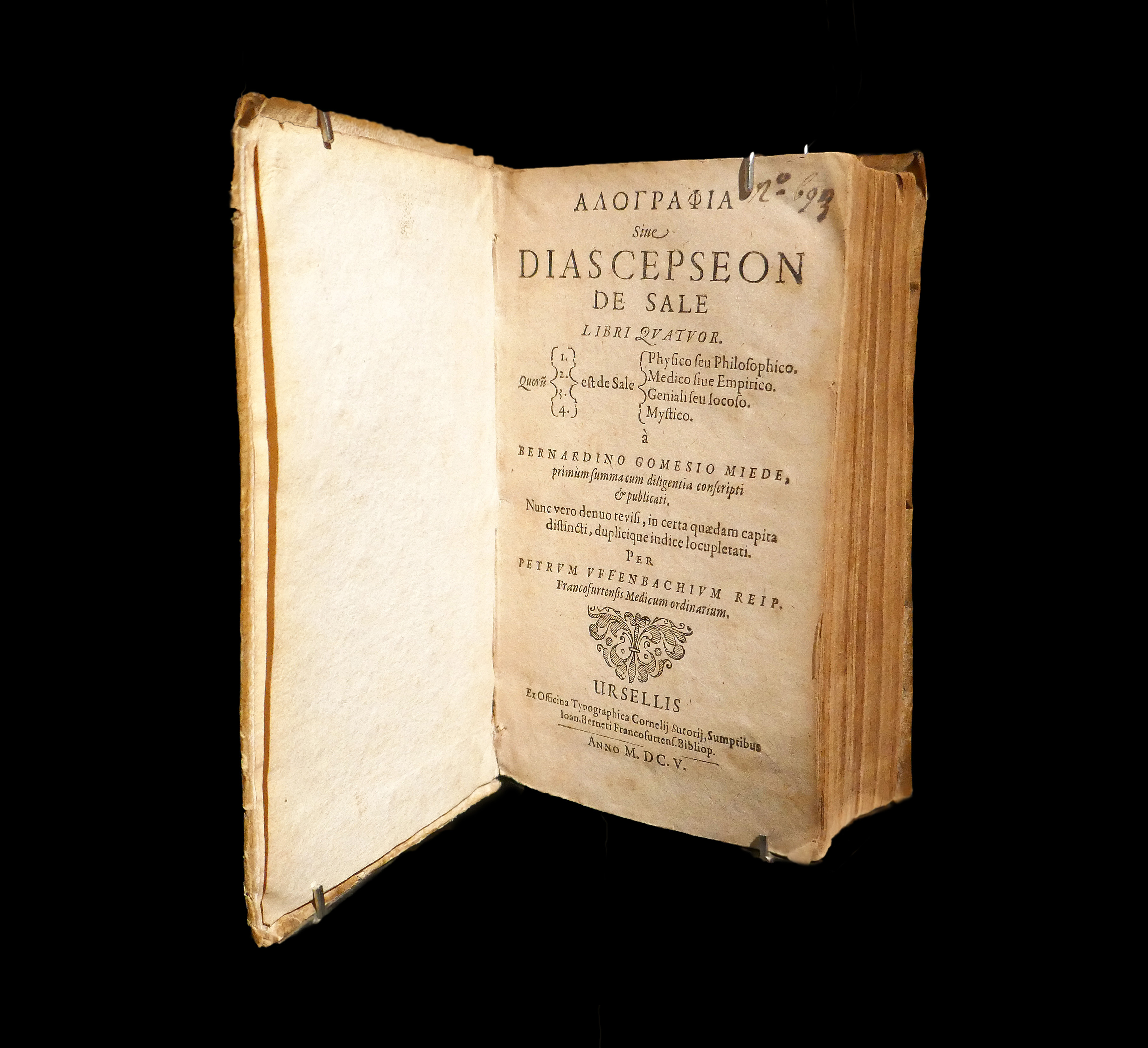
Alographia sive Diascepseon de save (1605).
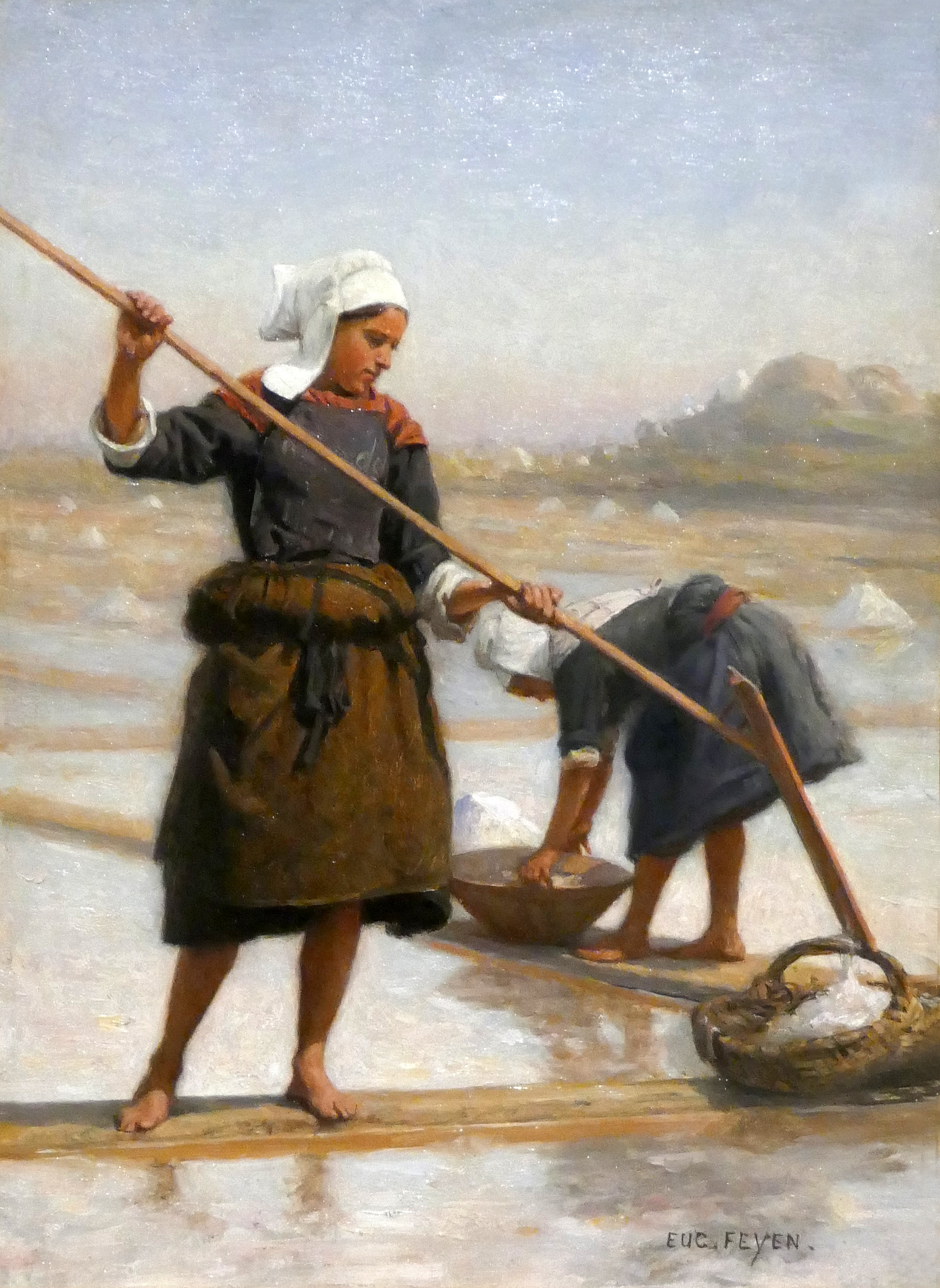
Les Paludières (Jacques-Eugène Feyen).
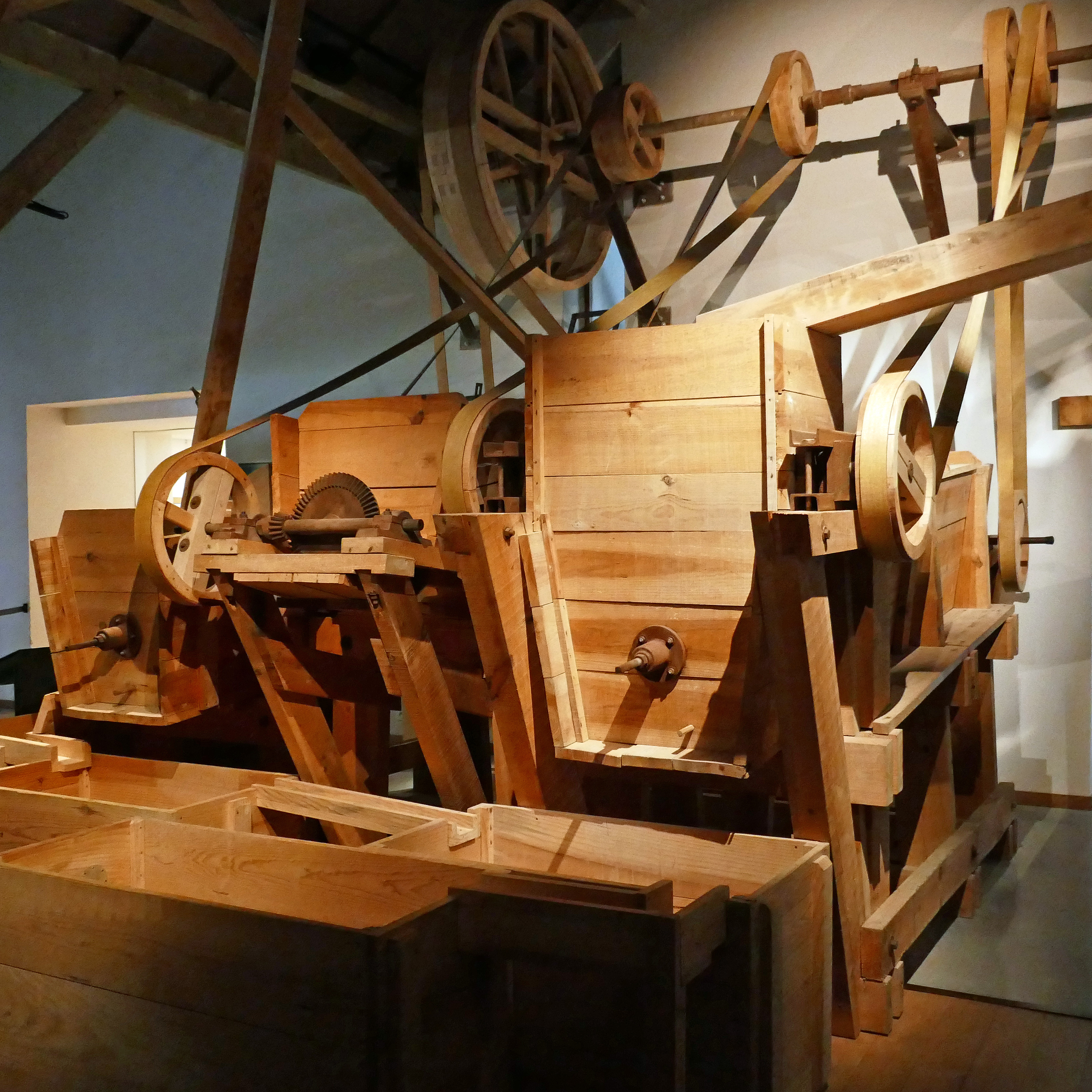
Machine à laver le sel (reconstitution).
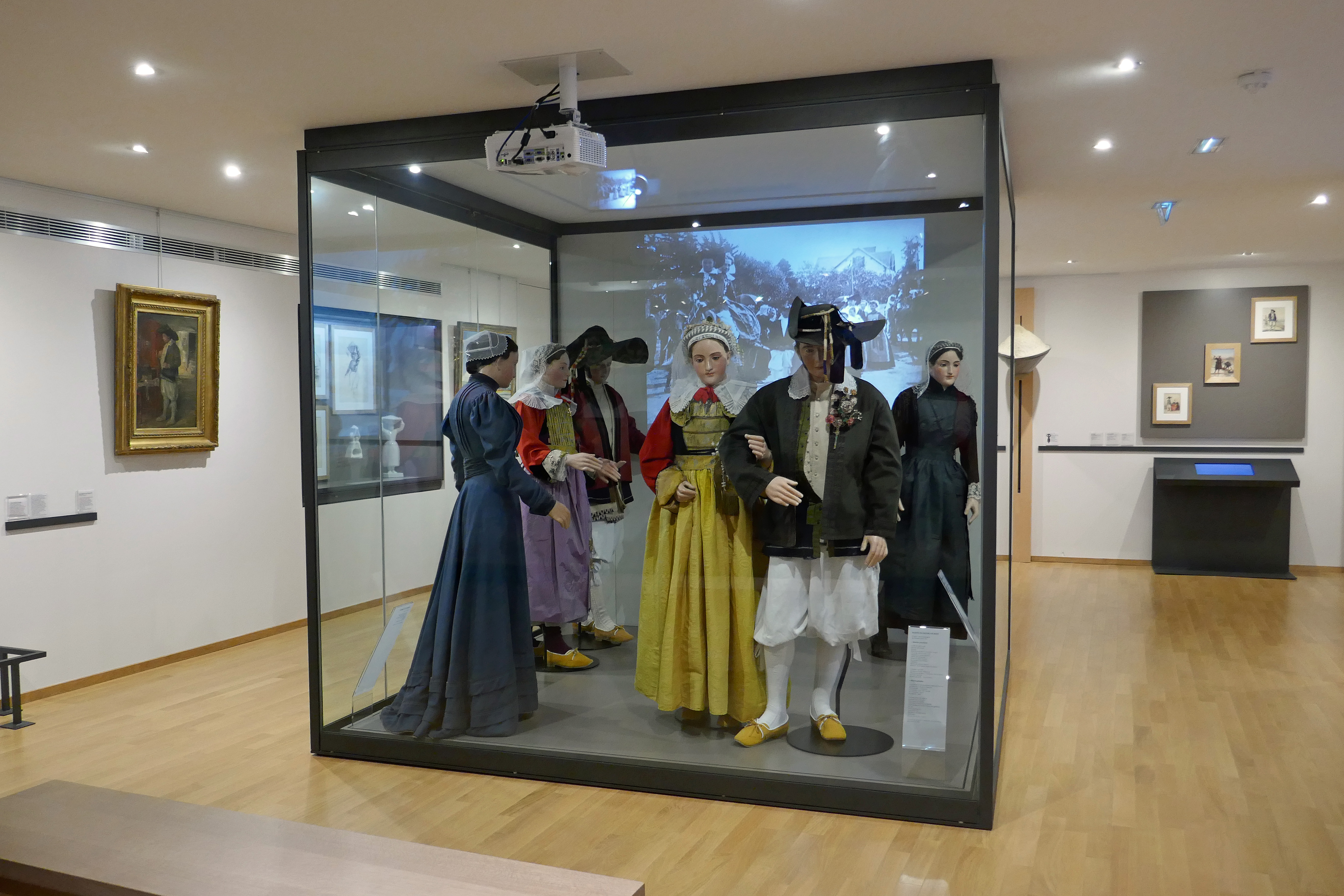
Costumes traditionnels.